# Art of Illusion
Art of Illusion — бесплатная студия 3D-моделирования и рендеринга с открытым исходным кодом. Эта программа для 3D-моделирования, текстурирования, рейтрейсинга, а также рендеринга статичных изображений или анимации.
Art of Illusion представляет собой инструмент 3D-моделирования, в котором при простом интерфейсе есть многие функции, предоставляемые коммерческими аналогами (Autodesk 3ds Max, Autodesk Maya, Blender). Основные особенности включают инструменты моделирования на основе поверхности подразделения, анимацию на основе скелета и графический язык для разработки процедурных текстур и материалов.
Текущая версия — 3.2.0, выпущенная 13 января 2021 года. Эта версия является стабильной и достаточно мощной, чтобы её можно было использовать для серьёзной работы с анимацией высокого класса.

## Возможности
- Список объектов, окна моделирования, панель анимации
- Всплывающие подсказки и информативные иконки
- Встроенная документация и система справки
- Расширения доступны в виде скриптов или плагинов с возможностью автоматической установки и обновления из репозитория (необходимо соединение с интернетом)
- Сетка и режимы отображения: Wireframe, Smooth, Textured.

## Что входит в программу
Главное окно
Это главное окно для редактирования сцен. Интерфейс разработан таким образом, чтобы быть понятным, простым в освоении и простым в использовании.
Редактор объектов
Art of Illusion предоставляет инструменты моделирования на основе разделения поверхностей для создания гладких поверхностей из управляющих сеток произвольной формы и структуры. Мощный набор инструментов для деформации позволяет «лепить» объекты естественным и интуитивно понятным способом.
Редактор процедурных текстур
Важная особенность Art of Illusion — это редактор процедурных текстур. «Соединяя вместе» блоки, которые представляют различные шаблоны или математические функции, можно быстро создавать сложные процедуры. Предварительный просмотр результирующей текстуры всегда виден и постоянно обновляется по мере работы с программой.

## Галерея работ
Императрица

Я использовал скининг, чтобы создать тело и плавники. В основном я создал несколько поперечных сечений рыбы с помощью инструмента для снятия шкур, а затем снял с них кожу с помощью инструмента для снятия шкур. То же и с плавниками. Шипы плавников представляют собой рельефную текстуру. Чешуя на самом деле представляет собой смещенную текстуру. Я поправил чешуйки и колючки с помощью UV-карт. Я также использовал параметры слоя на текстурах, чтобы варьировать цвета и высоту смещения. Несколько тонких штрихов включают обломки в воде, которые представляют собой просто несколько прозрачных плоскостей с пятнами на них, и переменный свет сверху, который создается с помощью полупрозрачной текстурированной плоскости между источником света и сценой. Растения были созданы с помощью XFrog, из которого AOI легко импортирует модели.— “Empress” Nathan Ryan
Цветок и ваза в гавани

Однажды, после многих попыток создать бутон цветка, я наконец наткнулся на форму, которая показалась мне красивой. Следующим логичным шагом стала ваза. Это запустило серию сцен с цветами и вазами, из которых представленная здесь картина является самой сложной. Я считаю, что это уже шестой вариант. Говоря о сценах AoI, было десять (не считая второстепенных) отдельных сцен или около того. После рендеринга они были объединены в приложение для обработки растровых изображений. Бутон цветка — это не сетка ручной работы, а хитрая установка смещения. Я все ещё хотел бы поднять мост выше; так было бы красивее. Но у меня не хватило навыков для этого. Что ж, пусть напомнит мне о моем собственном несовершенстве. ;-) Маленькая головоломка для всех: Вы можете найти крошечный пучок травы (а не растение в нижнем левом углу) на полноразмерном изображении? Это совсем не бросается в глаза.— “Flower and Vase at Haven” Timeastor Thelsar
Frogspawn

Вдохновлённое картиной Эшера «Рептилии», это изображение картины, «порождающей» лягушек — пока художник исчезает за чашкой кофе, лягушки выходят и играют! Здесь слишком много, чтобы вдаваться в подробности обо всем. Саму «картину» я создал из AoI-рендера лягушки (сверху с одним рассеянным светом, чтобы получить плоское, упрощенное изображение лягушки). Затем я скопировал и вставил его в узор в Paintshop Pro, сделал текстуру из полученного изображения и применил к сплайновому листу. Мои любимые элементы — это ящик для рисования и банка, на рендеринг которых я потратил довольно много времени. Сама лягушка может выглядеть знакомо — это переработанная версия синей лягушки-стрелы.— “Frogspawn” Julian MacDonald